# Cnidoscolus
Cnidoscolus är ett släkte av törelväxter. Cnidoscolus ingår i familjen törelväxter.

## Bildgalleri

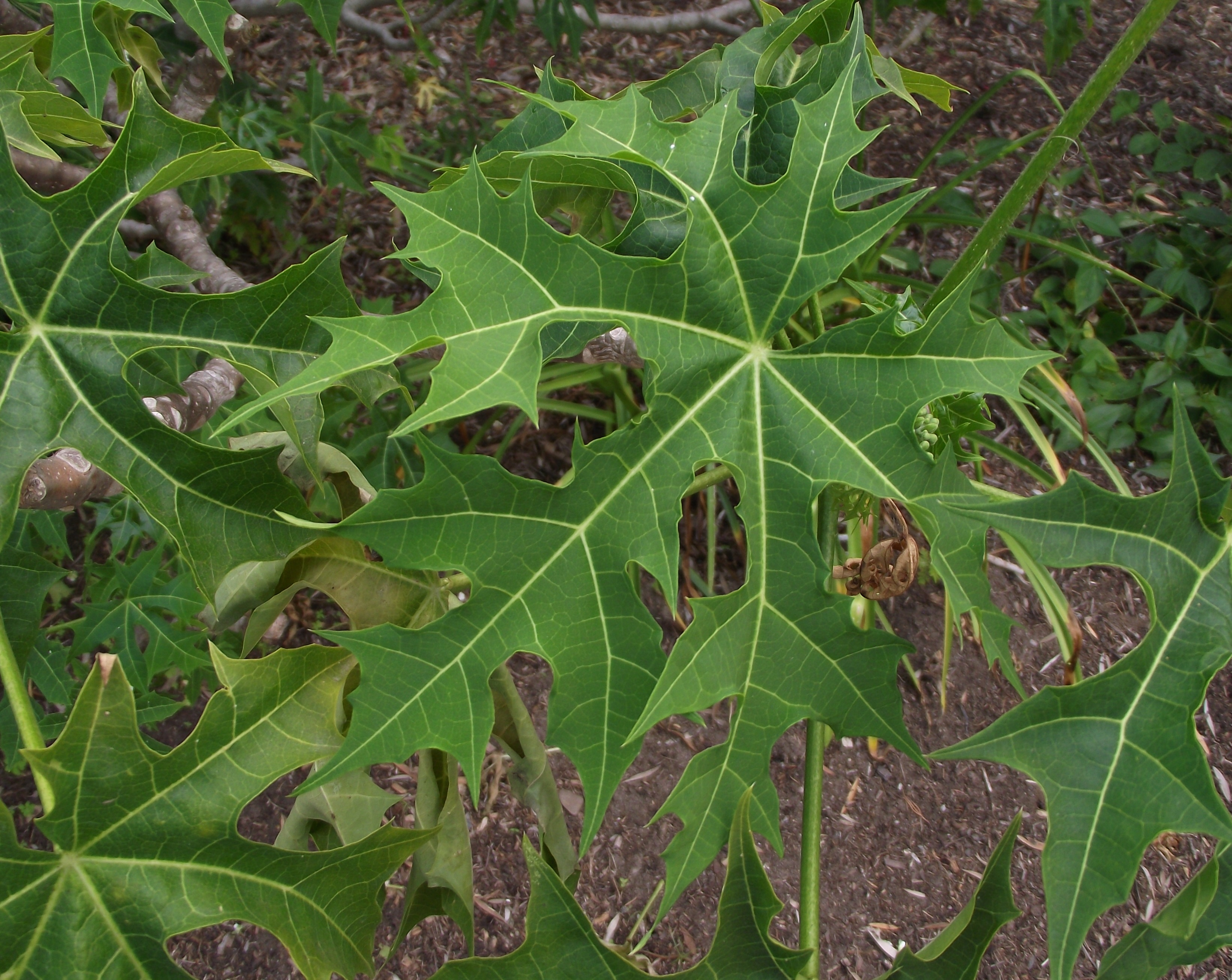
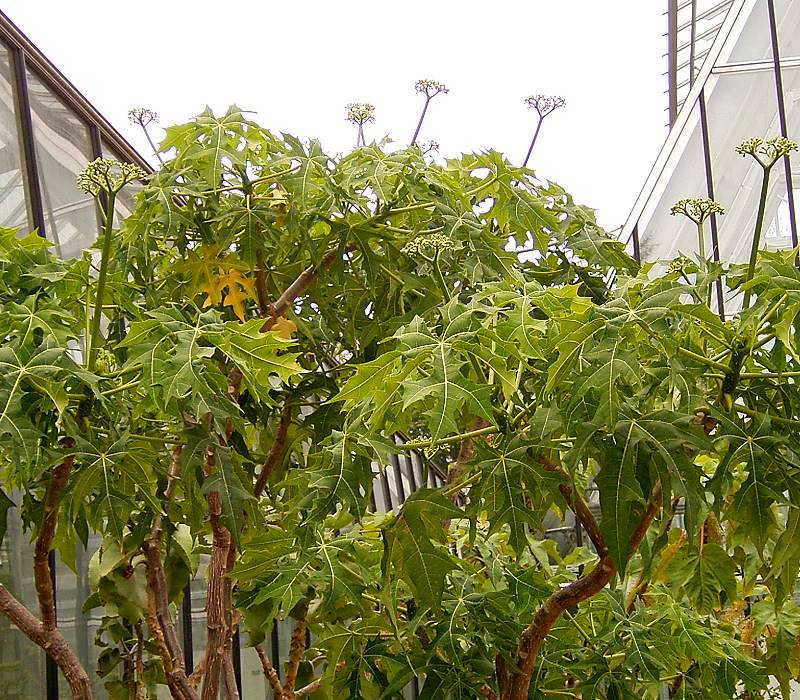
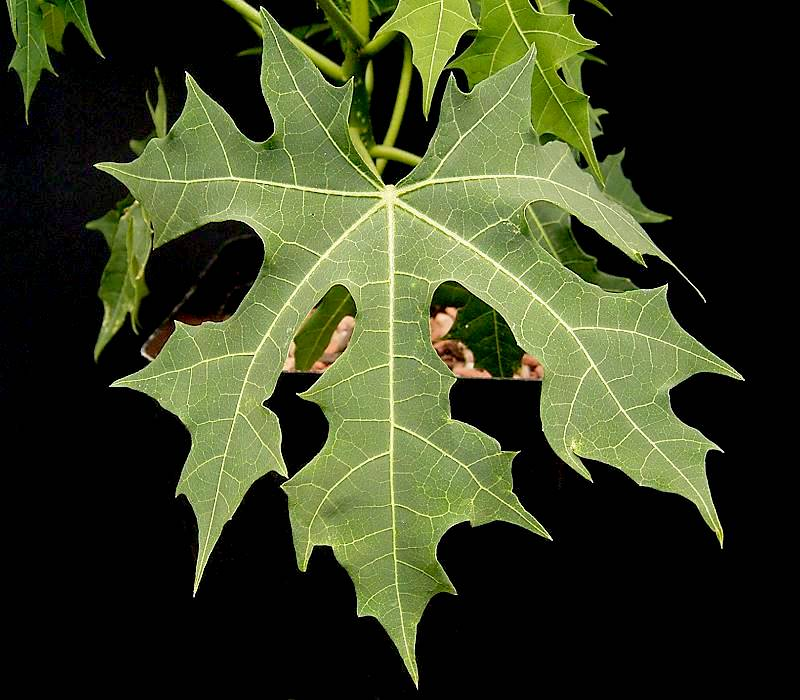
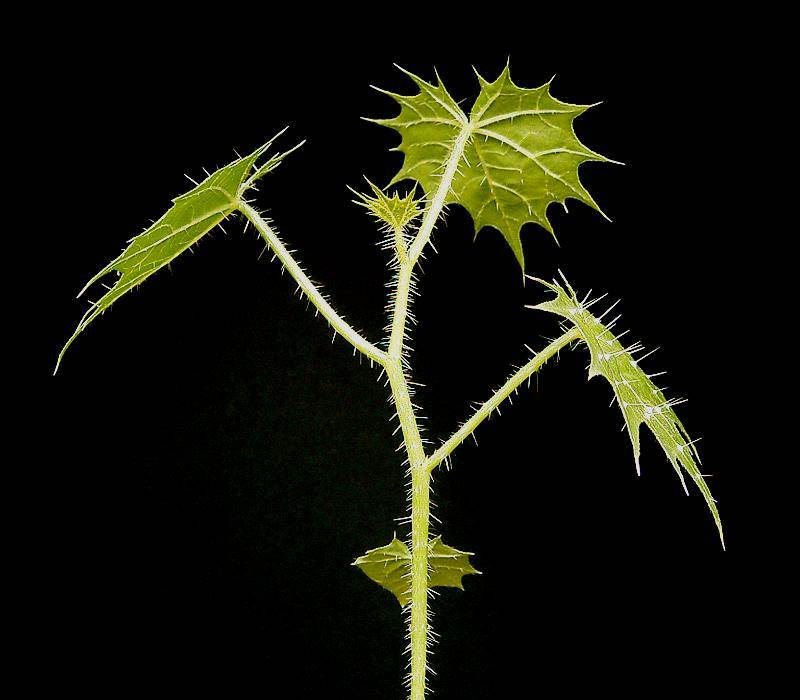
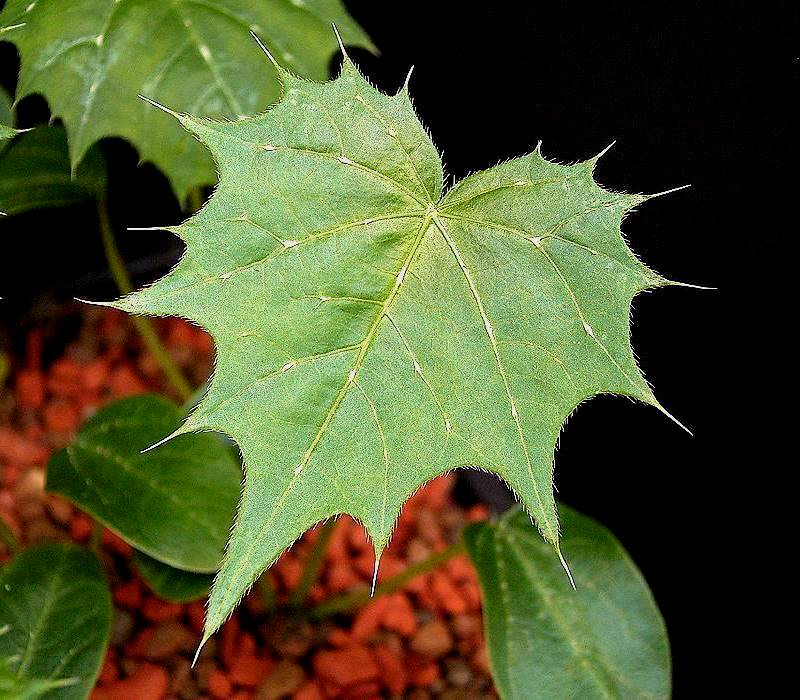
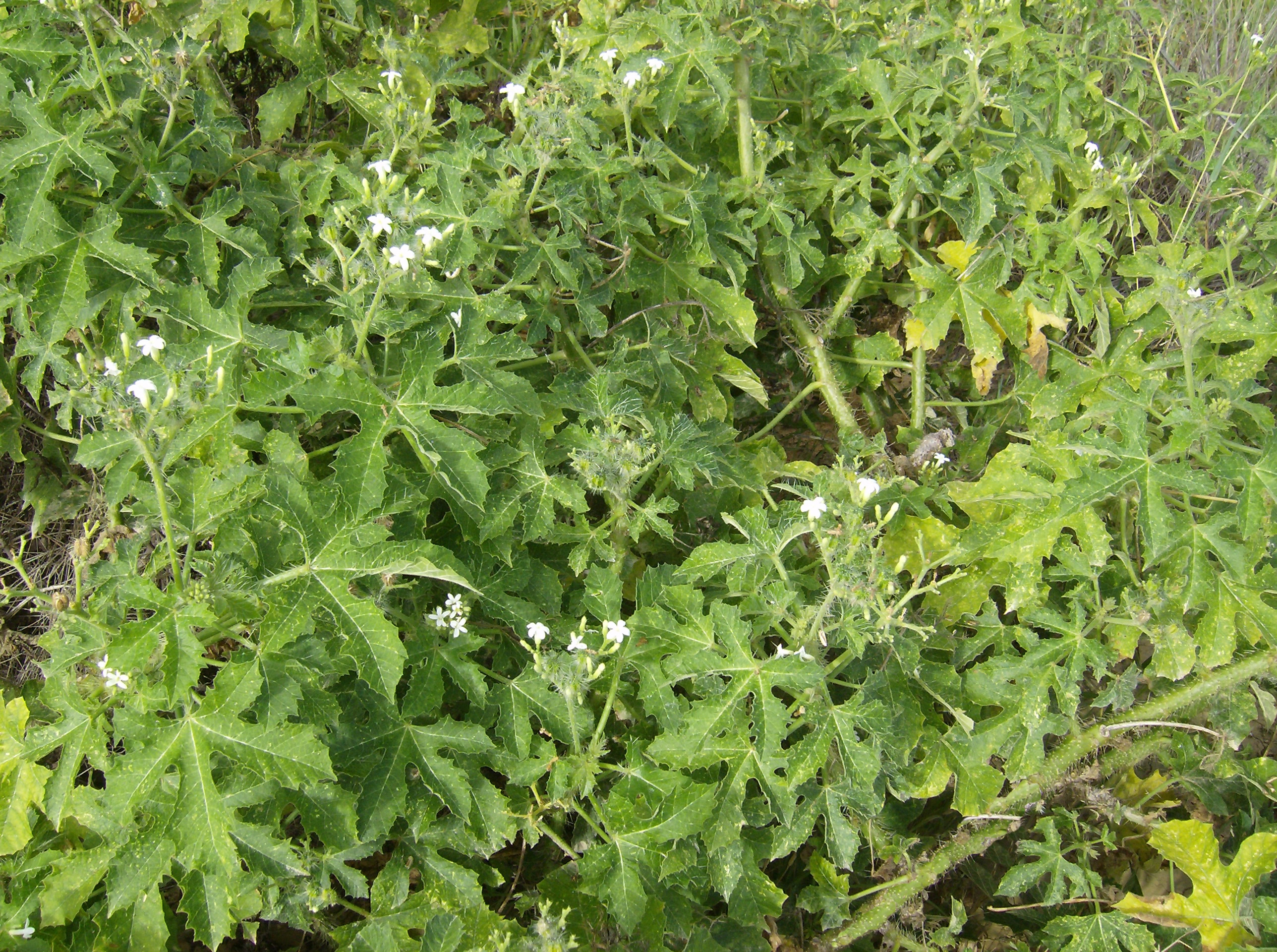

## Dottertaxa tillCnidoscolus, i alfabetisk ordning[1]
- Cnidoscolus aconitifolius
- Cnidoscolus acrandrus
- Cnidoscolus aculeatissimus
- Cnidoscolus adenoblepharus
- Cnidoscolus adenochlamys
- Cnidoscolus aequatoriensis
- Cnidoscolus albibracteatus
- Cnidoscolus albidus
- Cnidoscolus albomaculatus
- Cnidoscolus angustidens
- Cnidoscolus appendiculatus
- Cnidoscolus aurelii
- Cnidoscolus autlanensis
- Cnidoscolus bahianus
- Cnidoscolus basiacanthus
- Cnidoscolus beckii
- Cnidoscolus bellator
- Cnidoscolus byssinus
- Cnidoscolus cajamarcensis
- Cnidoscolus calcareus
- Cnidoscolus calyculatus
- Cnidoscolus calyptratus
- Cnidoscolus calyptrodontus
- Cnidoscolus ceballosii
- Cnidoscolus cervii
- Cnidoscolus conicus
- Cnidoscolus diacanthus
- Cnidoscolus egregius
- Cnidoscolus elasticus
- Cnidoscolus fimbriatus
- Cnidoscolus froesii
- Cnidoscolus graminifolius
- Cnidoscolus guatimalensis
- Cnidoscolus halteris
- Cnidoscolus hamosus
- Cnidoscolus hypokerinus
- Cnidoscolus hypoleucus
- Cnidoscolus inaequalis
- Cnidoscolus infestus
- Cnidoscolus jaenensis
- Cnidoscolus kunthianus
- Cnidoscolus leuconeurus
- Cnidoscolus liebmannii
- Cnidoscolus liesneri
- Cnidoscolus loasoides
- Cnidoscolus lombardii
- Cnidoscolus longibracteatus
- Cnidoscolus longipes
- Cnidoscolus maculatus
- Cnidoscolus magni-gerdtii
- Cnidoscolus maracayensis
- Cnidoscolus matosii
- Cnidoscolus megacanthus
- Cnidoscolus minarum
- Cnidoscolus mitis
- Cnidoscolus monicanus
- Cnidoscolus monsanto
- Cnidoscolus multilobus
- Cnidoscolus oligandrus
- Cnidoscolus orbiculatus
- Cnidoscolus orientensis
- Cnidoscolus palmeri
- Cnidoscolus paucistamineus
- Cnidoscolus pavonianus
- Cnidoscolus piranii
- Cnidoscolus populifolius
- Cnidoscolus pteroneurus
- Cnidoscolus pubescens
- Cnidoscolus pyrophorus
- Cnidoscolus quercifolius
- Cnidoscolus rangel
- Cnidoscolus regina
- Cnidoscolus rostratus
- Cnidoscolus rotundifolius
- Cnidoscolus rupestris
- Cnidoscolus rzedowskii
- Cnidoscolus sellowianus
- Cnidoscolus serrulatus
- Cnidoscolus shrevei
- Cnidoscolus sinaloensis
- Cnidoscolus souzae
- Cnidoscolus spathulatus
- Cnidoscolus spinosus
- Cnidoscolus subinteger
- Cnidoscolus tehuacanensis
- Cnidoscolus tepiquensis
- Cnidoscolus texanus
- Cnidoscolus tridentifer
- Cnidoscolus tubulosus
- Cnidoscolus ulei
- Cnidoscolus urens
- Cnidoscolus urentissimus
- Cnidoscolus urnigerus
- Cnidoscolus vitifolius